# Gerocyptera fenestrata
Gerocyptera fenestrata là một loài ruồi trong họ Tachinidae.